# Torbjörn Eriksson (friidrottare)

För andra personer med samma namn, se Torbjörn Eriksson.  
Torbjörn Eriksson, född den 17 april 1971 i Dalarna, Grycksboexpressen eller Tobbe kallad, svensk före detta friidrottare. Erikssons paraddistans var 200 meter (där han varit svensk rekordhållare) men han sprang även 100 meter, 400 meter och stafett. Idag är Eriksson sprinttränare på friidrottsgymnasiet i Falun.

## Karriär
1990 blev Torbjörn Eriksson svensk inomhusmästare på 200 meter. Han vann senare samma år motsvarande titel utomhus.
Under inomhussäsongen 1992 deltog han vid EM i Genua där han slogs ut i försöken på 200 meter, men vid SM vann han åter 200 meter.
Eriksson deltog i OS 1992 på 200 meter. Han nådde där semifinal men inte final. Erikssons semifinal blev uppmärksammad då amerikanen Mike Marsh satte olympiskt rekord med tiden 19,73 - endast en hundradel över världsrekordet. Torbjörn Eriksson vann 200 meter vid SM detta år.
Även 1993 vann han SM på 200 meter. I augusti gick VM i Stuttgart och Eriksson deltog både på 200 meter och i stafett 4 x 100 meter. På 200 meter tog han sig vidare på tid från försöken (20,80 s) men slogs sedan ut i kvartsfinalen (tid 21,07). Stafettlaget (förutom Eriksson bestod det av Torbjörn Mårtensson, Lars Hedner, Thomas Leandersson och Mattias Sunneborn) tog sig vidare från försöken på placering (tredje plats i sitt heat efter Elfenbenskusten och Storbritannien, tid 39,32). Även i semifinalen gick man vidare på placering (tid denna gång 38,96) för att sedan i finalen komma in på en åttonde och sista plats (tid 39,22).
Vid VM i Göteborg 1995 deltog han på 200 meter men slogs ut i försöken.
Eriksson deltog vid inomhus-EM i Stockholm 1996 och tog där bronsmedalj på 200 meter. Han vann inomhus-SM på 200 m.
Vid OS 1996 slogs han ut i försöken på 100 m och i kvartsfinal på 200 m.
1997 tog Torbjörn Eriksson sitt fjärde SM-tecken inomhus på 200 m. Även vid SM utomhus vann han 200 m detta år. Vid VM i Athen deltog han i det svenska korta stafettlaget som blev utslaget i kvartsfinalen (de andra i laget var Peter Karlsson, Torbjörn Mårtensson och Patrik Lövgren).
1998 lyckades Eriksson vinna guldmedaljen på 400 meter vid inomhus-SM. Utomhus vann han 200 meter vid SM.
Eriksson jagade länge Thorsten Johanssons svenska rekord på 20,61 från 1976 men det blev överraskande Lars Hedner som 1995 lyckades tangera den tiden i SM i Sollentuna. 1999 lyckades dock Eriksson till slut göra rekordet till sitt då han vid VM i Sevilla sprang på 20,58 i försöken vilket förde honom till kvartsfinal där han dock blev utslagen. Rekordet har sedan förbättrats av Johan Wissman.
Torbjörn Eriksson utsågs 1994 till Stor Grabb nummer 414.
2008 ersatte Eriksson Agne Bergvall som tränare för Susanna och Jenny Kallur.

## Personliga rekord
| Utomhus - 100 meter: 10,30 (Gävle, 2 juli 1996) - 200 meter: 20,58 (Sevilla, Spanien 24 augusti 1999) - 200 meter: 20,45 (medvind) (Madrid, Spanien 2 juni 1996) - 300 meter: 32,82 (Sundsvall 23 maj 1999) - 400 meter: 47,27 (Stockholm 11 augusti 1999) | Inomhus - 60 meter – 6,75 (Malmö 24 januari 1998) - 200 meter – 21,02 (Gent, Belgien 4 februari 1996) - 200 meter – 21,06 (Barcelona, Spanien 10 mars 1995) - 400 meter – 47,97 (Eskilstuna 15 februari 1998) |

### Fotnoter
1. ↑  ”European Athletics Indoor Championships - Stockholm 1996”. european-athletics.org. http://www.european-athletics.org/competitions/european-athletics-indoor-championships/history/year=1996/results/index.html. Läst 1 december 2016.
2. 1 2 3 4 5  Wiger 2006, s. 36.
3. 1 2 3 4 5 6  Wiger 2006, s. 41.
4. 1 2  ”Stora inne-SM 2002, resultat” (htm). Arkiverad från originalet den 13 december 2002. https://web.archive.org/web/20021213092936/http://m1.406.telia.com/~u40606160/ResultatISM.htm. Läst 14 april 2015.
5. 1 2 3 4 5 6 7 8 9  ”Personsida på AllAthletics”. all-athletics.com. Arkiverad från originalet den 2 december 2016. https://web.archive.org/web/20161202040436/http://www.all-athletics.com/node/73928. Läst 1 december 2016.
6. ↑  ”European Athletics Indoor Championships - Genua 1992”. european-athletics.org. http://www.european-athletics.org/competitions/european-athletics-indoor-championships/history/year=1992/results/index.html. Läst 1 december 2016.
7. ↑  ”200 Metres Men 4th IAAF World Championships In Athletics”. iaaf.org. https://www.iaaf.org/results/iaaf-world-championships-in-athletics/1993/4th-iaaf-world-championships-in-athletics-1/men/200-metres/quarter-final. Läst 1 december 2016.
8. ↑  ”4X100 Metres Relay Men 4th IAAF World Championships In Athletics”. iaaf.org. https://www.iaaf.org/results/iaaf-world-championships-in-athletics/1993/4th-iaaf-world-championships-in-athletics-1/men/4x100-metres-relay/final/result. Läst 1 december 2016.
9. ↑  ”200 Metres Men 5th IAAF World Championships In Athletics”. iaaf.org. https://www.iaaf.org/results/iaaf-world-championships-in-athletics/1995/5th-iaaf-world-championships-in-athletics-441/men/200-metres/heats/. Läst 1 december 2016.
10. ↑  ”Stora grabbar”. friidrott.se. Arkiverad från originalet den 31 mars 2016. https://web.archive.org/web/20160331202525/http://www.friidrott.se/historik/storagrabbar.aspx. Läst 30 oktober 2016.
11. ↑  ”Stora grabbar”. storagrabbar.se. http://www.storagrabbar.se/grabbar_11.html. Läst 30 oktober 2016.
12. 1 2 3 4 5  ”Personsida på IAAF:s webbplats”. iaaf.org]. https://www.iaaf.org/athletes/sweden/torbjorn-eriksson-9244. Läst 1 december 2016.